# Hotel Atlantis
Hotel Atlantis je hotelski kompleks izgrađen na umjetnom otoku Palma Jumeirah u Dubaiju (Ujedinjeni Arapski Emirati). Hotelski kompleks sastoji se od dva povezana tornja, koji sadrže 1539 sobe, vodeni park površine 160 000 m2, konferencijski centar i 1900 m2 poslovnog prostora, a svoje prve goste je počeo primati u rujnu 2008. Prema neslužbenim podacima troškovi izgradnje hotel iznosili su 1,5 mlrd. USD. Svečano otvaranje hotel bilo je 20. studenoga 2008., a na svečanost kojoj su prisustvovali mnoge poznate osobe iz društvenog života potrošeno je oko 28 milijuna USD.

## Vanjske poveznice
- Atlantis Službene internet stranice hotela Atlantis (engl.)